# Недялко Зограф
Поп Недялко е български зограф, автор на една от малкото подписани и датирани ранни български икони Света Троица (93 x 69 см). Тя се намира в Църковно-исторически музей, София, а подписът гласи „съи божественъи образ в лето 7106 (= 1597-1598) изографъ неделко от градъ ловечь“. Повече за този иконописец-духовник (йерозограф) не се знае.